# 우륵탄신기념 전국가야금경연대회
우륵탄신기념 전국가야금경연대회는 대한민국 경상남도 의령군에서 열리는 음악제이다.
우륵은 대가야의 악사이며, 중국의 악기 쟁을 모방해 가야금을 만들었다고 전해진다. 의령군 부림면(옛 성열현)은 우륵의 탄생지로 보고 있으며 이를 기념하여 해마다 전국 가야금경연대회를 개최하고 있다. 2023년에는 제10회를 맞이하였으며, 초등, 중등, 고등, 대학, 일반부에서 기악 및 병창부문으로 경연대회가 진행된다.